# El hombre de California
Encino Man (conocida en español como El hombre de California) es una película de comedia estadounidense de 1992, dirigida por Les Mayfield y protagonizada por Sean Astin, Brendan Fraser y Pauly Shore.

## Sinopsis
Dos amigos, Dave y Stoney, del barrio de Encino en Los Ángeles, California, Estados Unidos, descubren a un hombre de las cavernas enterrado en el jardín del primero. Hacen planes pensando que su hallazgo supondrá un pasaporte al éxito en el instituto. Sin embargo, el recién llegado convertirá sus vidas en un auténtico desastre.

## Reparto
- Sean Astin como David "Dave" Morgan.
- Brendan Fraser como Linkovich "Link" Chomovsky.
- Pauly Shore como Stanley "Stoney" Brown.
- Megan Ward como Robyn Sweeney.
- Robin Tunney como Ella.
- Michael DeLuise como Matthew "Matt" Wilson.
- Jonathan ke Quan como Kim.